# 70 Puppis
70 Puppis (E Puppis) é uma estrela na direção da Puppis. Possui uma ascensão reta de 07h 12m 15.82s e uma declinação de −40° 29′ 55.6″. Sua magnitude aparente é igual a 5.30. Considerando sua distância de 434 anos-luz em relação à Terra, sua magnitude absoluta é igual a −0.32. Pertence à classe espectral A3p....